# Wolves at the Door
Série l'univers cinématographique Conjuring
Conjuring 2 : Le Cas Enfield
(2016) Annabelle 2 : La Création du mal
(2017)
Pour plus de détails, voir Fiche technique et Distribution.
Wolves at the Door est un film d'horreur américain réalisé par John R. Leonetti, sorti en 2016. Il s'agit du 4e film de l'univers cinématographique Conjuring. Le film est librement inspiré du meurtre de Sharon Tate, la compagne de Roman Polanski, et de ses amis en 1969, massacrés par les disciples de Charles Manson.

## Synopsis
1969. Quatre amis se retrouvent à l'occasion d'une soirée estivale, en plein Summer of Love, dans une magnifique et élégante demeure. Leur fête est perturbée par l'irruption de rôdeurs mal intentionnés dans leur maison. La nuit de ces quatre innocents se transforme rapidement en véritable cauchemar. Ils vont devoir lutter pour leur survie face à cette agression sanguinaire et gratuite.

## Fiche technique
- Titre original et français : Wolves at the Door
- Réalisation : John R. Leonetti
- Scénario : Gary Dauberman
- Photographie : Michael St. Hilaire
- Montage : Ken Blackwell
- Musique : Toby Chu
- Production : Peter Safran
- Société de production : New Line Cinema
- Société(s) de distribution : Warner Bros Pictures et New Line Cinema
- Pays de production :  États-Unis
- Langue originale : anglais
- Genre : horreur
- Durée : 73 minutes
- Date de sortie : 
  - États-Unis : 18 avril 2017 (VOD)

## Distribution
- Katie Cassidy (VF : Anne Tilloy) : Sharon Tate
- Elizabeth Henstridge (VF : Cindy Tempez) : Abigail Folger
- Adam Campbell : Wojciech Frykowski
- Miles Fisher (VF : Thibaut Lacour) : Jay Sebring
- Jane Kaczmarek (VF : Maïté Monceau) : Mary
- Spencer Daniels : William
- Lucas Adams (VF : François Santucci) : Steven Parent
- Eric Ladin : officier Clarkin
- Chris Mulkey (VF : Mathieu Rivolier) : John